# Valentin Faltlhauser
Valentin Faltlhauser (Wiesenfelden, 28 novembre 1876 – Monaco di Baviera, 8 gennaio 1961) è stato uno psichiatra tedesco coinvolto nei crimini di eutanasia come perito T4 e direttore del sanatorio di Kaufbeuren e della succursale di Irsee per l'eutanasia durante l'epoca del regime nazionalsocialista.
Oltre agli adulti, sono stati uccisi anche bambini del reparto di pediatria. Faltlhauser è stato uno dei medici che ha subordinato le proprie conoscenze scientifiche alla politica alla ideologia nazista della razza ed alle presunte valutazioni economiche, diventando così un criminale. Dopo la fine della guerra, è stato accusato e condannato a tre anni di reclusione, ma l'esecuzione della pena è stata rinviata e gli è stata concessa la grazia nel 1954.

## Biografia

### Scuola, studio, dottore del reggimento
Figlio di un amministratore immobiliare, terminò la sua carriera liceale ad Amberg. Iniziò quindi a studiare legge all'Università di Monaco, che abbandonò dopo un semestre. A causa della sua inclinazione, Faltlhauser passò alla facoltà di medicina e studiò per due anni a Monaco di Baviera. Nel 1899 si trasferì all'Università di Erlangen. La sua attenzione era sulle malattie nervose. Dopo aver completato gli studi, Faltlhauser divenne dapprima assistente ed infine, dal febbraio 1904, tirocinante presso l'ospedale psichiatrico distrettuale di Erlangen. Faltlhauser completò il suo dottorato presso l'Università di Erlangen e la sua tesi fu pubblicata nel 1906. Come volontario, svolse il servizio militare nel 1899/1900 e nel 1903/04. Dall'ottobre 1914 alla metà di giugno 1918, Faltlhauser partecipò alla prima guerra mondiale come ufficiale medico nella riserva e come medico di reggimento nel reggimento 20 della fanteria di riserva bavarese.

### Psichiatri riformati
Faltlhauser inizialmente esercitò il suo lavoro psichiatrico in un istituto di custodia tradizionale con opzioni terapeutiche molto limitate. La situazione è cambiata solo quando lo psichiatra Gustav Kolb, direttore del manicomio di Erlangen, è riuscito a mettere in atto le sue idee riformiste dopo la fine della guerra e, con il suo supervisore Faltlhauser, a introdurre una forma di psichiatria riconosciuta a livello internazionale: la pratica dell'"assistenza aperta" si basava sull'assistenza ambulatoriale e sulla creazione di una rete di supporto sociale per i malati di mente cronica. Dal 1920, Faltlhauser oltre la sua attività di supervisore esercitò anche la funzione di medico curante, poi a tempo pieno dal maggio 1922S. 193 Faltlhauser fu uno dei principali psichiatri riformatori e nel novembre 1929 divenne direttore del sanatorio di Kaufbeuren, dove iniziò anche a istituire una unità di "assistenza aperta".S. 211f. Nel 1927, insieme a Kolb e Hans Roemer, pubblicò "L'assistenza aperta in psichiatria e i suoi confini".S. 185 Nel 1932, in un libro di testo sull'assistenza psichiatrica, preferì il trattamento dei malati cronici e rifiutò le pratiche di eutanasia. Faltlhauser, che era considerato un rappresentante della psichiatria aperta, perseguì fin dall'inizio anche la segregazione dei cosiddetti "psicopatici":S. 211f.

### Seguace dell'ideologia nazista
Dopo la presa del potere da parte dei nazionalsocialisti, il concetto di "assistenza aperta" perse la sua importanza. Il controllo era l'obiettivo primario prima del trattamento; la postulata "salute pubblica" aveva la precedenza sui bisogni individuali dei pazienti. Faltlhauser ha accettato gli obiettivi della politica razziale e sanitaria dei nazionalsocialisti. Ha fondato un gruppo locale della Società tedesca per l'igiene razziale ed è diventato membro dell'Ufficio politico razziale del partito nazista. È stato anche rappresentante presso il cosiddetto "Tribunale della salute ereditaria" a Kempten e ha deciso per la sterilizzazione obbligatoria.
Faltlhauser è stato nominato al "Comitato del Reich per la valutazione scientifica dei disturbi ereditari e costituzionali", un'istituzione che ha preparato l'eutanasia infantile. A partire dal 6 settembre 1940 Faltlhauser ha lavorato come esperto per il settore T4. Ha elaborato i moduli di registrazione dei pazienti dei sanatori e delle case di cura e ha deciso quale dei pazienti dovesse essere classificato come "caso da eutanasia". Faltlhauser è stato direttamente coinvolto nei crimini tramite l'eutanasia ed ha anche collaborato a una legge sull'eutanasia ("Legge sul suicidio assistito per i malati terminali"). Questa legge è stata approvata nell'ottobre 1940 ma non ha avuto validità legale.S. 241f.
Nell'agosto 1941, oltre 600 pazienti del manicomio di Kaufbeuren furono assassinati nelle camere a gas dei centri di sterminio nazisti di Grafeneck e Hartheim. Dopo la fine dell'Aktion T4, Faltlhauser utilizzò altri metodi di uccisione nell'ambito dell'"eutanasia decentralizzata": lasciò morire di fame i pazienti o li uccise con le compresse di Luminal o, in alcuni casi con i bambini, con iniezioni di morfina-scopolamina. Tra il 1939 e il 1945, in queste circostanze morirono nel manicomio di Kaufbeuren tra i 1.200 ed i 1.600 pazienti, tra cui circa 210 bambini.
In una conferenza dei rettori delle istituzioni bavaresi tenutasi il 17 novembre 1942 presso il Ministero degli Interni bavarese, Faltlhauser tenne una conferenza sulle sue esperienze con la somministrazione di una dieta speciale senza grassi, la E-Kost, attraverso la quale i pazienti "disabili" morivano di fame entro tre mesi. Durante questa conferenza, il commissario di Stato bavarese Walter Schultze ha invitato i direttori presenti a ridurre il numero dei pasti per i pazienti "inabili al lavoro". Il 30 novembre 1942, infine, Schultze firmò il “Decreto sulla fame alimentare”, che obbligava i direttori del carcere a “prendere immediatamente le misure appropriate”.Special Diet S. 98–99 Faltlhauser, che aveva già introdotto la dieta speciale senza grassi a Kaufbeuren, e Hermann Pfannmüller, nel 1930 primario e vicedirettore a Kaufbeuren sotto Valentin Faltlhauser, che dal 1938 dirigeva il sanatorio di Eglfing-Haar, furono i protagonisti di questo provvedimento.S. 227f., 429f.

### Imputato dopo la guerra
Faltlhauser è stato arrestato da membri dell'esercito americano alla fine della guerra. Richard Jenne fu assassinato nel manicomio di Kaufbeuren, davanti al vice di Faltlhauser Lothar Gärtner il 29 maggio 1945. Un medico che era tornato dalla prigionia riferì agli americani delle uccisioni dopo la fine della guerra. Due ufficiali americani e un fotografo hanno quindi visitato l'istituto il 2 luglio 1945, dodici ore dopo la morte dell'ultimo paziente adulto; il vice di Faltlhauser lo trovarono impiccato.
Un'infermiera dell'istituto Kaufbeuren ha testimoniato di aver dovuto uccidere dei bambini per ordine di Faltlhauser. Di norma, le compresse di luminal venivano somministrate sciolte nel tè, solo in alcuni casi mediante iniezioni. I pazienti morivano dopo due o tre giorni. Le iniezioni di morfina-scopolamina venivano somministrate ai bambini particolarmente irrequieti solo in casi isolati. La dose era stabilita dallo stesso Faltlhauser.S. 227f., 306f. Ernst Lossa, che aveva quattordici anni, fu assassinato da due iniezioni di morfina-scopolamina per ordine di Faltlhauser il 9 agosto 1944, divenne il più famoso: la sua vita e il suo destino finale suscitarono grande interesse tra gli investigatori americani, non essendo portatore di handicap.
Il tribunale di Augsburg, insieme ad altri quattro membri del personale dell'amministrazione della Kaufbeurer, ha accusato Faltlhauser di aver commesso un reato di eutanasia. L'oggetto del procedimento includeva “la partecipazione al 'programma di eutanasia' trasportando i malati di mente nei centri di sterminio, così come la partecipazione all'uccisione di pazienti adulti e adolescenti utilizzando compresse di luminal, iniezioni di morfina-scopolamina e nutrizione inadeguata”. Nel mese di luglio 1949 Faltlhauser è stato condannato a tre anni di carcere per istigazione e favoreggiamento all'omicidio colposo. Dopo i ripetuti rinvii dell'esecuzione della pena detentiva per incapacità alla reclusione, la grazia fu concessa nel dicembre 1954 dall'allora ministro della Giustizia bavarese.
Dopo la guerra, Faltlhauser giustificò il suo comportamento con la coscienza del dovere, della compassione e del consenso sociale. Come funzionario pubblico, fu educato a obbedire alle disposizioni e alle leggi pertinenti.
In seguito a decenni di discussioni sull'eutanasia, Faltlhauser ha assunto un consenso sociale e quindi non ha dubitato della giustificazione del decreto "eutanasia" di Hitler. Uno dei principali psichiatri che hanno cercato di risolvere i crimini dell'"eutanasia" nazista, il direttore di lunga data dell'ospedale distrettuale di Kaufbeuren, Michael von Cranach, non riteneva valide tutte e tre le argomentazioni. La cosiddetta “autorizzazione Führer” non aveva forza legale, il decorso concreto delle uccisioni avrebbe messo in discussione l'argomento della compassione e non vi sarebbe stato alcun consenso sociale.
Faltlhauser morì a Monaco di Baviera nel 1961 all'età di 84 anni.

### Scritti
- Casuistischer Beitrag zur Chorea Huntington's. Inaugural-Dissertation, Erlangen 1906
- Geisteskrankenpflege: Ein Lehr- u. Handbuch für Irrenpfleger. Zus. mit Ludwig Scholz. 4. Aufl., Halle 1939. (erste Aufl. 1923)
- Offene Fürsorge. Zus. mit Hans Roemer und Gerhard Kolb. Berlin 1927
- Die wirtschaftliche Unentbehrlichkeit und die wirtschaftliche Gestaltung der offenen Geisteskrankenfürsorge in der Gegenwart unter besonderer Berücksichtigung der Fürsorge in der Stadt. in: Zeitschrift für psychische Hygiene 5, 1932, S. 89f.
- Erbpflege und Rassenpflege. 2. überarbeitete Aufl., Halle 1937. (erste Aufl. 1934)

### Letteratura
- (DE) Katalog der Deutschen Nationalbibliothek (opere di e su Valentin Faltlhauser), su portal.dnb.de, Biblioteca nazionale tedesca.
- Robert Domes: Nebel im August; Die Lebensgeschichte des Ernst Lossa, 1. Aufl., cbt-Verlag, München 2008, ISBN 978-3-570-30475-4. (Verfilmt 2016 Nebel im August)
- Ernst Klee: „Euthanasie“ im NS-Staat. Die „Vernichtung lebensunwerten Lebens“; Frankfurt am Main, 1983
- Astrid Ley: Zwangssterilisation und Ärzteschaft. Hintergründe und Ziele ärztlichen Handelns 1934–1945. Campus, Frankfurt am Main 2004.
- Robert J. Lifton: The Nazi Doctors - Medical Killing and the Psychology of Genocide Archiviato il 4 maggio 2013 in Internet Archive., 1986, ISBN 0333432622 Online-Ausgabe in Englisch
- Ernst T. Mader: Das erzwungene Sterben von Patienten der Heil- und Pflegeanstalt Kaufbeuren-Irsee zwischen 1940 und 1945 nach Dokumenten und Berichten von Augenzeugen, in Heimatkunde, Verlag an der Säge, ISBN 3-923710-02-X.
- Ulrich Pötzl: Reformpsychiatrie, Erbbiologie und Lebensvernichtung. Valentin Faltlhauser, Direktor der Heil- und Pflegeanstalt Kaufbeuren-Irsee in der Zeit des Nationalsozialismus, in: Abhandlungen zur Geschichte der Medizin und Naturwissenschaften, 75, Matthiesen Verlag, Husum 1995, ISBN 978-3-7868-4075-6
- Michael von Cranach, Hans-Ludwig Siemen (Hrsg.): Psychiatrie im Nationalsozialismus – Die Bayerischen Heil- und Pflegeanstalten zwischen 1933 und 1945, Oldenbourg Verlag, München 1999; ISBN 3-486-56371-8, Online-Auszug mit Beiträgen von
  - Hans-Ludwig Siemen: Psychiatrie im Nationalsozialismus, S. 15–34
  - Ulrich Pötzl: Dr. Valentin Faltlhauser – Reformpsychiatrie, Erbbiologie und Lebensvernichtung S. 385–403.
  - Martin Schmidt, Robert Kuhlmann, Michael von Cranach: Heil- und Pflegeanstalt Kaufbeuren, S. 265–324
- LG Augsburg, 30. Juli 1949. In: Justiz und NS-Verbrechen. Sammlung deutscher Strafurteile wegen nationalsozialistischer Tötungsverbrechen 1945–1966, Bd. V, bearbeitet von Adelheid L. Rüter-Ehlermann, C. F. Rüter. Amsterdam: University Press, 1970, Nr. 162, S. 175–188 Euthanasie-Aktion Ärzte HuPA Irsee Archiviato il 25 settembre 2012 in Internet Archive.